# Wilhelm-Müller-Preis
Der Wilhelm-Müller-Preis wurde zwischen 1996 und 2013 im Regelfall alle drei Jahre durch das Land Sachsen-Anhalt im Wechsel mit dem Friedrich-Nietzsche-Preis und dem Georg-Kaiser-Förderpreis als Förderpreis für den literarischen Nachwuchs verliehen.

## Namensgebung und Verleihung
Der Preis war mit 15.000 Euro dotiert. Er wurde auf der Grundlage von Vorschlägen einer Jury verliehen.
Er ist benannt nach dem Dichter Johann Ludwig Wilhelm Müller, der 1794 in Dessau geboren wurde und 1827 dort starb.
2014 hat das Kultusministerium von Sachsen-Anhalt beschlossen, den Wilhelm-Müller-Preis, den Friedrich-Nietzsche-Preis und den Georg-Kaiser-Förderpreis zugunsten eines jährlich zu vergebenden Klopstock-Preises für neue Literatur einzustellen.
In der DDR hatte die Stadt Dessau seit 1972 einen Wilhelm-Müller-Kunstpreis vergeben.

## Preisträger
- 1997 Karl Mickel
- 1999 Richard Pietraß
- 2001 Rainer Kirsch
- 2003 Wolfgang Büscher
- 2004 Thomas Rosenlöcher
- 2007 Wilhelm Bartsch
- 2010 Stephan Wackwitz
- 2013 Angela Krauß

## Preisträger des früheren Wilhelm-Müller-Kunstpreises der Stadt Dessau (unvollständig)
- 1972: Irmela Hadelich, Martin Hadelich
- 1973: Benno Butter, Rudolf Hugk
- 1979: Gerhard Geyer
- 1982: Heinz Rammelt
- 1986: Reiner Bredemeyer